# Rathlin West Lighthouse
Rathlin West Lighthouse ist ein Leuchtturm im Nordwesten der nordirischen Insel Rathlin im Townland Kebble. Er markiert für die Seeschifffahrt den Übergang vom Nordatlantik zum Nordkanal.
Rathlin West ist einer der außergewöhnlichsten Leuchttürme, denn das eigentliche Leuchtfeuer befindet sich am Fuß des Bauwerks. Es wurde in dreijähriger Bauzeit in 62 Meter Höhe auf einer Felswand errichtet. Die zu damaliger Zeit besonders hohen Baukosten beliefen sich auf 400.000 Pfund Sterling. Obwohl der Leuchtturm Ende 1916 fertiggestellt wurde, ist die Inbetriebnahme des Leuchtfeuers erst am 10. März 1919 offiziell bekannt gemacht worden.
Rathlin West Lighthouse wird von den Commissioners of Irish Lights betrieben. Seit dem 30. November 1983 ist die Station nicht mehr besetzt und das automatisierte Leuchtfeuer wird von Rathlin East Lighthouse überwacht. Von 1925 bis 1995 war die Station zusätzlich mit einem Nebelhorn ausgerüstet.
Die Royal Society for the Protection of Birds betreibt eine Beobachtungsstation in unmittelbarer Nähe des Leuchtturms.